# ویلیام گراور-ویلیامز
ویلیام گراور-ویلیامز (فرانسوی: William Grover-Williams‎؛ ۱۶ ژانویهٔ ۱۹۰۳ – ۱۸ مارس ۱۹۴۵) یک راننده مسابقات جایزه بزرگ اهل فرانسه بود. در جنگ جهانی دوم او برای اداره عملیات‌های ویژه بریتانیا در فرانسه کار می‌کرد و پس از دستگیری توسط نازی‌ها اعدام شد.

## زندگی شخصی
گراور-ویلیامز در مونتروژ فرانسه زاده شد. پدرش انگلیسی و پرورش‌دهندهٔ اسب بود. مادرش نیز فرانسوی بود. ویلیام در یازده سالگی به خانهٔ یکی از بستگان در هرتفوردشر در بریتانیا فرستاده شد. پس از جنگ، خانواده به مونت‌کارلو کوچید. در آنجا ویلیام شیفتهٔ خودرو شد و توسط دوست‌پسر خواهرش با یک خودروی رولز-رویس تعلیم رانندگی دید. او در موناکو گواهی‌نامه رانندگی دریافت کرد. در پانزده سالگی یک موتور ایندین تهیه کرد و با آن در مسابقات موتورسواری اوایل دههٔ ۱۹۲۰ شرکت می‌کرد؛ هرچند آن را از خانواده مخفی نگه داشته بود.
در سال ۱۹۱۹ نقاش ایرلندی به نام ویلیام اورپن هنرمند رسمی کنفرانس صلح پاریس شد. او یک خودروی رولز-رویس خرید و گراور-ویلیامز را به عنوان رانندهٔ خود استخدام کرد. اورپن معشوقهای به نام ایوون اوپیک داشت که دوست خوبی برای گراور-ویلیامز شد و پس از به‌هم‌خوردن رابطهٔ اوپیک با اورپن، در نوامبر ۱۹۲۹ اوپیک و گراور-ویلیامز با یکدیگر ازدواج کردند.

## فعالیت حرفه‌ای
گراور-ویلیامز از سال ۱۹۲۶ با خودروی بوگاتی در رقابت‌هایی در فرانسه با نام «و ویلیامز» شرکت می‌کرد. در سال ۱۹۲۸ برندهٔ جایزه بزرگ فرانسه شد و این پیروزی را در سال ۱۹۲۹ تکرار کرد. در همان سال در نخستین دورهٔ جایزه بزرگ موناکو پیروز شد و رانندهٔ آلمانی بسیار محبوب تیم مرسدس به نام رودولف کاراچیولا را شکست داد.
موفقیت‌های مالی این توان را به گراور-ویلیامز و همسرش داد تا خانه‌ای در ناحیهٔ مرفه‌نشین پاریس تهیه کنند. آنان خانه‌ای ساحلی نیز در پی دو لا لوآر در خلیج بیسکای داشتند. او در سال ۱۹۳۱ در پیست اسپا-فرانکورشان برندهٔ جایزه بزرگ بلژیک شد. در جایزه بزرگ دو لا بول نیز سه قهرمانی پیاپی در سال‌های ۱۹۳۱ تا ۱۹۳۳ به دست آورد. پس از آن تواناییش رو به ضعف نهاد و در اواخر دههٔ ۱۹۳۰ از رقابت‌ها خارج شد.

## جنگ جهانی دوم و مرگ
پس از اشغال فرانسه توسط نازی‌ها در جنگ جهانی دوم، گراور-ویلیامز به انگلستان مهاجرت کرد و به ارتش پادشاهی پیوست. سپس به دلیل تسلط به زبان‌های انگلیسی و فرانسوی به استخدام اداره عملیات‌های ویژه درآمد تا مقاومت فرانسه را تقویت کند. او راننده‌ای دیگر به نام روبر بنواس را استخدام کرد تا با همکاری یکدیگر حلقه‌های مقاومت را در ناحیهٔ پاریس تشکیل دهند و هسته‌های خرابکاری و کمیته‌های پذیرش برای عملیات‌های هوایی متحدان تشکیل دهند.
گراور-ویلیامز در ۲ اوت ۱۹۴۳ توسط اس‌دی دستگیر شد و پس از بازجویی طولانی به برلین فرستاده شد تا در اردوگاه کار اجباری زاخسنهاوزن زندانی شود. او در بهار ۱۹۴۵ در اردوگاه اعدام شد. هرچند نظریه‌ای وجود دارد که او از جنگ جان سالم به در برد و پس از آن، با نام ژرژ تامبال سال‌ها با بیوهٔ گراور-ویلیامز زندگی کرد.